# Décès en 2019
Décès
- 2015
- 2016
- 2017
- 2018
- 2019
- 2020
- 2021
- 2022
- 2023

Cet article présente une liste de personnalités mortes au cours de l'année 2019.
La liste des personnes référencées dans Wikipédia est disponible dans la page de la Catégorie:Décès en 2019

Les mois de l'année font également l'objet de listes spécifiques :

## Décès par mois

### Janvier
- 1er janvier :

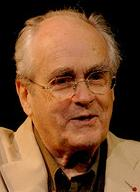
Michel Legrand.

  - Raymond Ramazani Baya, homme politique congolais.
  - Dagfinn Bakke, artiste peintre et illustrateur et dessinateur de presse norvégien.
  - Joan Guinjoan, compositeur espagnol.
  - Larry Weinberg, promoteur immobilier américain.
- 2 janvier :
  - Bob Einstein, acteur américain.
  - Gene Okerlund, annonceur de catch et intervieweur américain.
- 3 janvier : Christine de Rivoyre, journaliste, écrivain et scénariste française.
- 4 janvier :
  - John Thornett, joueur australien de rugby à XV.
  - Harold Brown, homme politique américain.
- 5 janvier : Dragoslav Šekularac, footballeur yougoslave.
- 6 janvier :
  - William Morgan Sheppard, acteur britannique.
  - Johan Claassen, joueur sud-africain, de rugby à XV.
- 7 janvier :
  - Moshe Arens, homme politique israélien.
  - Guy Charmot, médecin militaire français.
  - John Joubert, compositeur britannique d'origine sud-africaine.
- 8 janvier : Pierre Barillet, auteur de théâtre et romancier français.
- 9 janvier :
  - Verna Bloom, actrice américaine.
  - Paul Koslo, acteur canadien d'origine allemande.
  - Thierry Séchan, écrivain, journaliste et parolier français.
  - Anatoli Loukianov, personnalité politique russe.
- 10 janvier : Theo Adam, baryton-basse allemand.
- 14 janvier :
  - Paweł Adamowicz, homme politique polonais.
  - Roger Cuvillier, ingénieur français.
- 15 janvier :
  - Carol Channing, actrice et chanteuse américaine.
  - Jacques Boyon, homme politique français.
  - Xavier Gouyou-Beauchamps, haut fonctionnaire français.
  - Jerónimo Neto, entraîneur de handball angolais.
- 16 janvier : John C. Bogle, économiste, financier et investisseur américain.
- 17 janvier :
  - Vicente Álvarez Areces, homme politique espagnol.
  - Mary Oliver : poétesse américaine.
- 19 janvier : Antonio Mendez, écrivain et espion américain.
- 20 janvier : Andrew G. Vajna, producteur hongrois.
- 21 janvier :
  - Marcel Azzola, accordéoniste français ;
  - Henri d’Orléans, comte de Paris, prétendant orléaniste au trône de France.
  - Emiliano Sala, footballeur italo-argentin.
  - Harris Wofford, homme politique américain.
- 23 janvier : Jonas Mekas, écrivain et réalisateur lituanien.
- 26 janvier :
  - Jean Guillou, organiste et compositeur français.
  - Michel Legrand, compositeur et musicien français.
  - Patrick Bricard, acteur et metteur en scène français.
- 27 janvier : Henry Chapier, journaliste et animateur de télévision français.
- 30 janvier : Dick Miller, acteur américain.

### Février

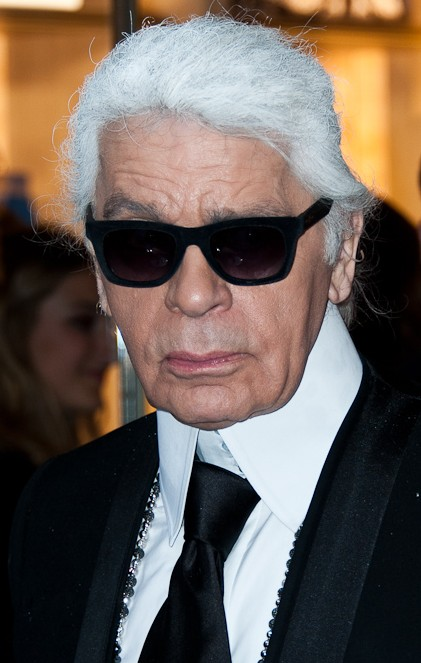
Karl Lagerfeld.

- 1er février : Ayub Ogada, chanteur kényan.
- 3 février : 
  - Julie Adams, actrice américaine.
  - Kristoff St. John, acteur américain.
- 4 février : Matti Nykänen, sauteur à ski finlandais.
- 7 février : 
  - John Dingell, homme politique américain.
  - Albert Finney, acteur britannique.
  - Frank Robinson, joueur américain de baseball.
- 8 février : 
  - Georg Gerster, photographe suisse
  - Robert Ryman, plasticien américain
- 9 février : Tomi Ungerer, dessinateur et illustrateur français.
- 10 février : 
  - Carmen Argenziano, acteur américain.
  - Jan-Michael Vincent, acteur américain.
- 12 février : 
  - Gordon Banks, footballeur anglais.
  - André Francis, animateur français de radio et de télévision.
  - Lyndon LaRouche, homme politique, essayiste et polémiste américain.
  - Pedro Morales, catcheur portoricain.
- 15 février : Bruno Ganz, acteur suisse.
- 19 février : Karl Lagerfeld, grand couturier allemand.
- 21 février : 
  - Stanley Donen, réalisateur américain.
  - Peter Tork, musicien et acteur américain.
- 22 février : Morgan Woodward, acteur et scénariste américain.
- 23 février :
  - Dorothy Masuka, chanteuse zimbabwéenne.
  - Katherine Helmond, actrice américaine.
- 24 février : Antoine Gizenga, homme politique congolais.
- 25 février : Mark Hollis, chanteur britannique.
- 26 février : Andy Anderson, batteur britannique.
- 27 février : France-Albert René, président de la république des Seychelles (1977-2004).
- 28 février :
  - André Previn, pianiste, chef d'orchestre et compositeur américain.
  - Ed Bickert, musicien canadien.
  - Zdzisław Antczak, handballeur polonais.

### Mars

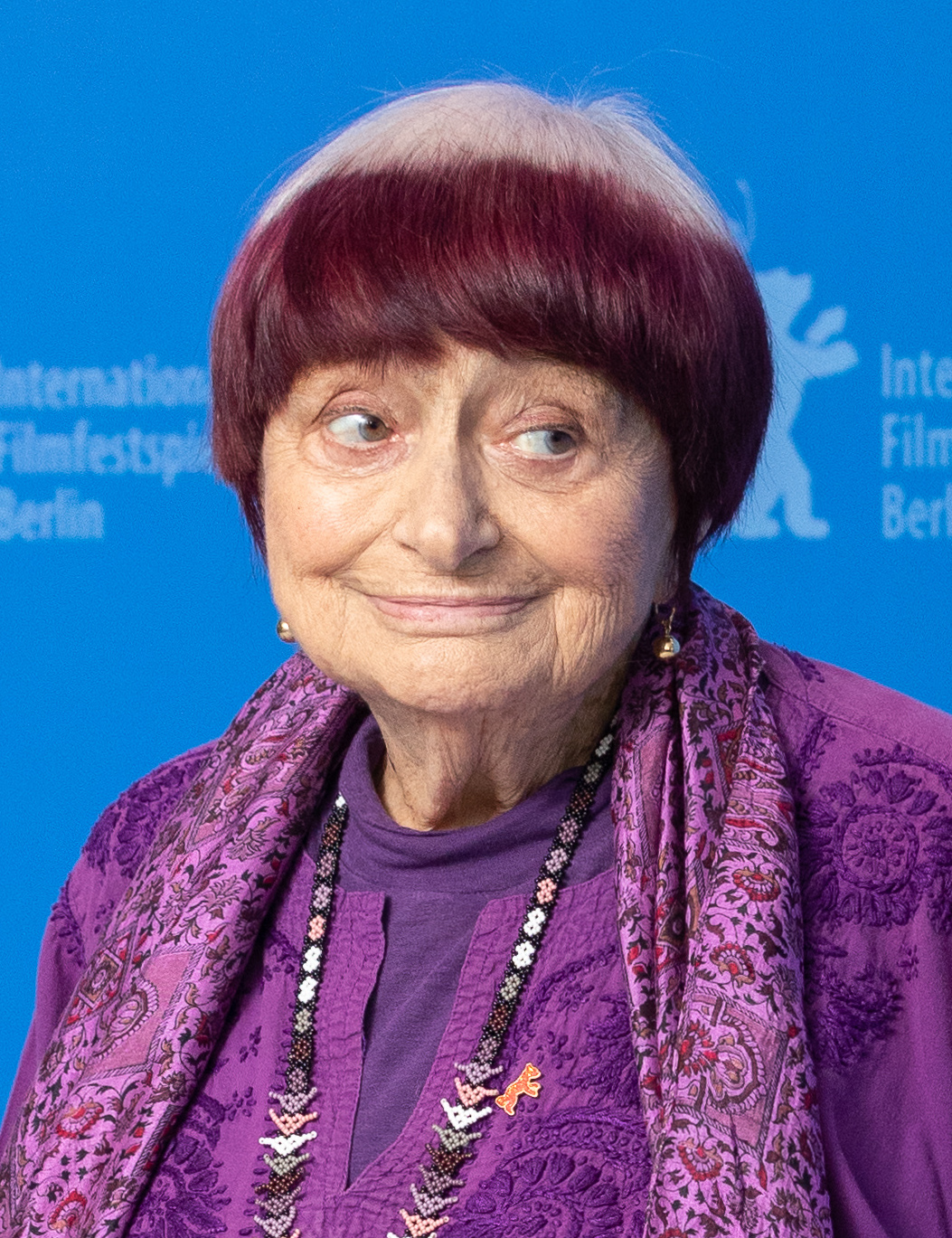
Agnès Varda.

- 1er mars : Kevin Roche, architecte irlando-américain.
- 2 mars : Med Hondo, comédien et réalisateur franco-mauritanien.
- 4 mars :
  - Keith Flint, danseur et chanteur britannique.
  - Luke Perry, acteur et producteur américain.
- 5 mars : Jacques Loussier, pianiste et compositeur français.
- 7 mars : 
  - Guillaume Faye, essayiste et journaliste français.
  - Joseph Marcel Ramet, médecin pédiatre belge.
- 8 mars : Michael Gielen, chef d'orchestre autrichien.
- 9 mars : Vladimir Etouch, acteur soviétique puis russe.
- 14 mars : 
  - Birch Bayh, homme politique américain.
  - Godfried Danneels, cardinal belge.
- 16 mars : 
  - Dick Dale, guitariste américain.
  - Barbara Hammer, réalisatrice américaine.
- 22 mars : Scott Walker, auteur-compositeur-interprète américain.
- 29 mars : Agnès Varda, réalisatrice, plasticienne et photographe française.
- 31 mars : Nipsey Hussle, rappeur, entrepreneur et acteur américain.

### Avril

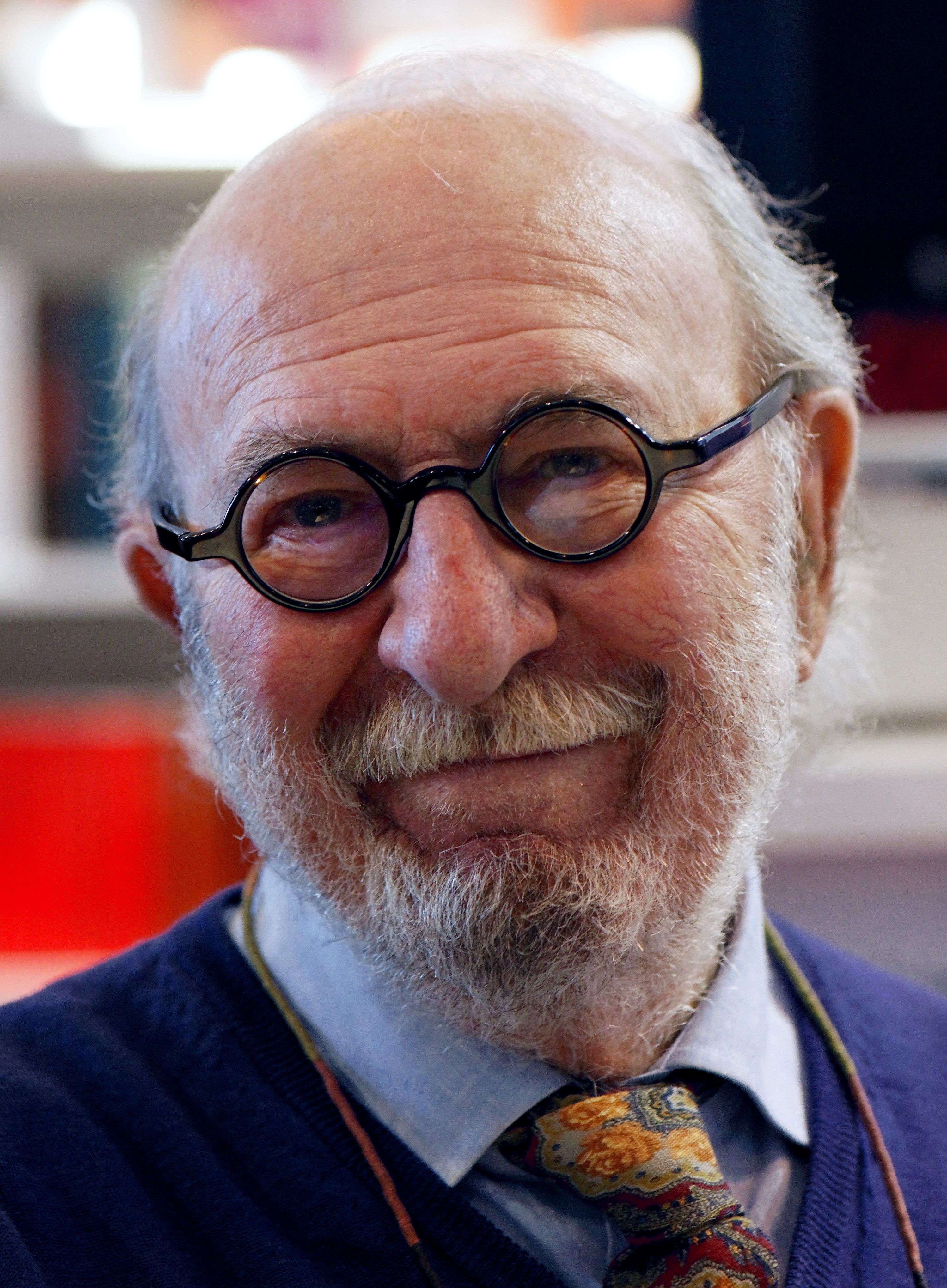
Jean-Pierre Marielle.

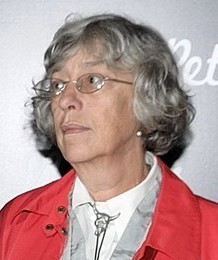
Anémone.

- 3 avril : Mabô Kouyaté, acteur helvético-burkinabé-malien naturalisé français.
- 4 avril : Gueorgui Danielia, réalisateur et scénariste.
- 5 avril : Sydney Brenner, biologiste sud-africain.
- 6 avril : David J. Thouless, physicien britannique.
- 7 avril : 
  - Seymour Cassel, acteur américain.
  - Mya-Lecia Naylor, actrice, chanteuse et mannequin britannique (° 6 novembre 2002).
- 13 avril : Paul Greengard, chercheur américain en neurosciences.
- 14 avril : Bibi Andersson, actrice suédoise.
- 17 avril : Alan García, homme d'État péruvien.
- 19 avril : Patrick Sercu, coureur cycliste belge.
- 21 avril : Ken Kercheval, acteur américain.
- 22 avril : Billy McNeill, footballeur puis entraîneur écossais.
- 24 avril : 
  - Dick Rivers, chanteur de rock français.
  - Jean-Pierre Marielle, acteur français.
  - Sergueï Pogorelov, handballeur russe.
- 25 avril : John Havlicek, joueur américain de basket-ball.
- 28 avril : 
  - Richard Lugar, homme politique américain.
  - John Singleton, réalisateur, scénariste et producteur américain.
- 29 avril : Ellen Tauscher, femme politique américaine, sous-secrétaire d'État.
- 30 avril : 
  - Anémone, actrice et scénariste française.
  - Peter Mayhew, acteur britanno-américain.

### Mai
- 7 mai : Jean Vanier, philanthrope, philosophe et théologien canadien.
- 11 mai : 
  - Jean-Claude Brisseau, réalisateur français.
  - Mina Mangal, journaliste afghane.
  - Peggy Lipton, actrice américaine.
- 13 mai : Doris Day, actrice et chanteuse américaine.
- 14 mai : Tim Conway, acteur et scénariste américain
- 16 mai :
  - Bob Hawke, homme d'État australien.
  - Ashley Massaro, mannequin et ancienne catcheuse américaine.
  - Ieoh Ming Pei, architecte américain.
- 17 mai : Herman Wouk, écrivain américain.
- 20 mai : Niki Lauda, pilote de course automobile autrichien.
- 24 mai : Murray Gell-Mann, physicien américain.
- 24 mai: Pierre Hatet, acteur français.
- 26 mai : Bart Starr, joueur et entraîneur de football américain.
- 27 mai : 
  - Bill Buckner, joueur de baseball américain.
  - François Weyergans, écrivain franco-belge.
- 29 mai : Michel Gaudry, contrebassiste français de jazz.

### Juin
- 1er juin : 

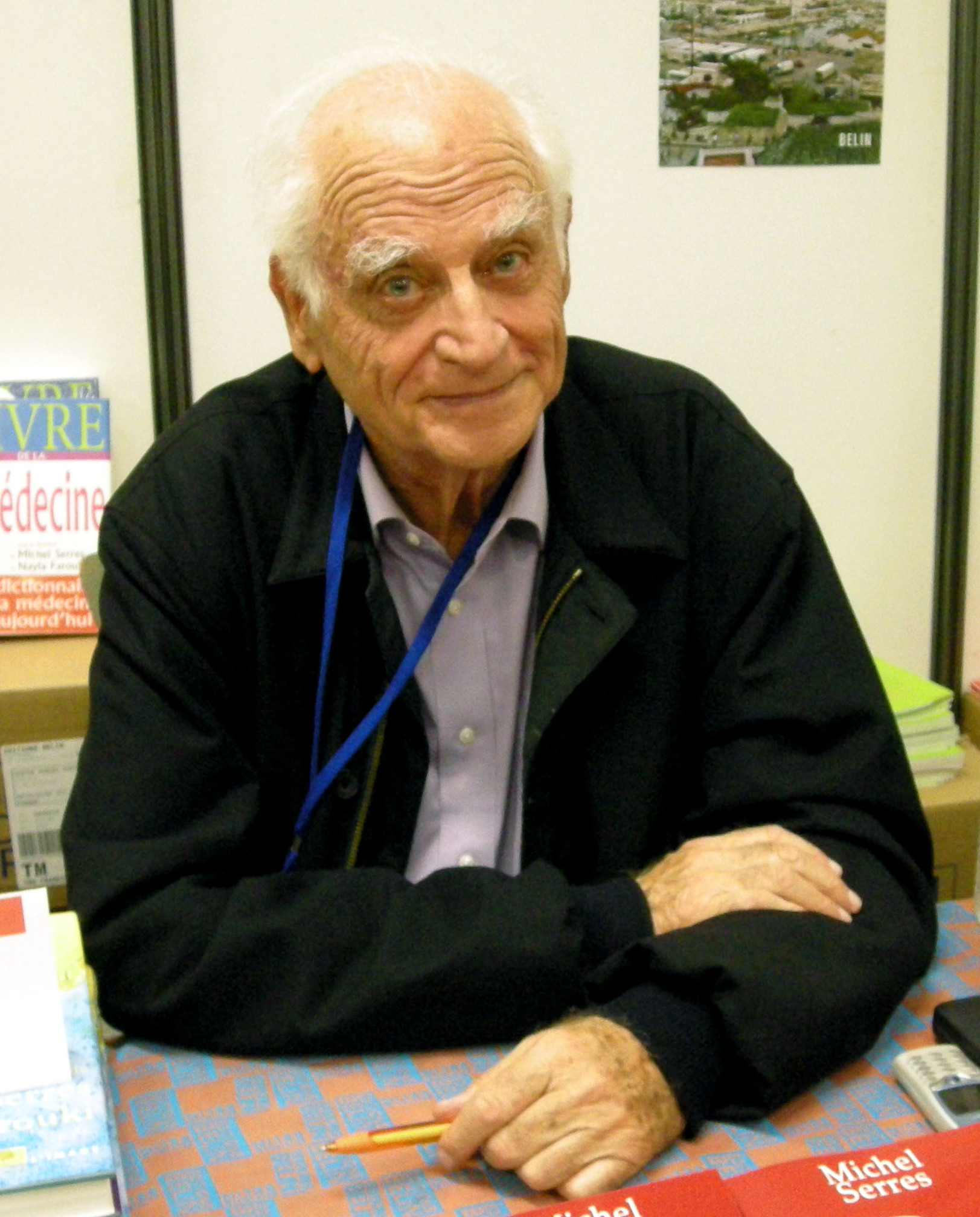
Michel Serres.

  - José Antonio Reyes, footballeur espagnol.
  - Michel Serres, philosophe français.
- 6 juin : Dr. John, pianiste, guitariste et chanteur américain.
- 12 juin :
  - Hassen Abid, tortionnaire tunisien.
  - Sylvia Miles, actrice américaine.
- 13 juin : Edith González, actrice, danseuse et mannequin mexicaine.
- 15 juin : Franco Zeffirelli, réalisateur, scénariste et producteur italien.
- 16 juin : Zappy Max, animateur radio français.
- 17 juin : 
  - Mohamed Morsi, homme d'État égyptien, président de la République (2012-2013).
  - Gloria Vanderbilt, personnalité mondaine, styliste, parfumeuse, peintre, romancière, mémorialiste et actrice américaine.
- 19 juin : Philippe Cerboneschi, producteur français de musique électronique.
- 20 juin : Eddie Garcia, acteur et réalisateur philippin.
- 20 juin : Ewa Andrzejewska, chimiste polonaise.
- 22 juin : Geoffrey Tordoff, pair, homme d'affaires et homme politique britannique.
- 24 juin : Billy Drago, acteur et producteur américain.
- 26 juin : Max Wright, acteur américain.
- 27 juin : Rodolfo Opazo, artiste chilien.
- 30 juin : Momir Bulatović, homme d'État monténégrin, président du Monténégro (1990-1998).

### Juillet
- 1er juillet : 

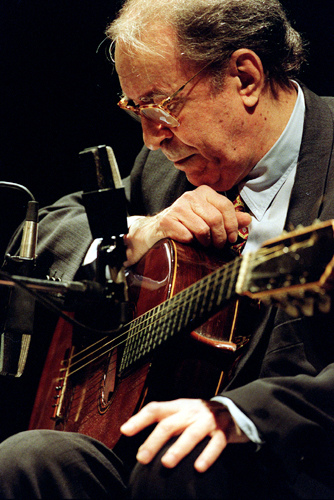
João Gilberto.

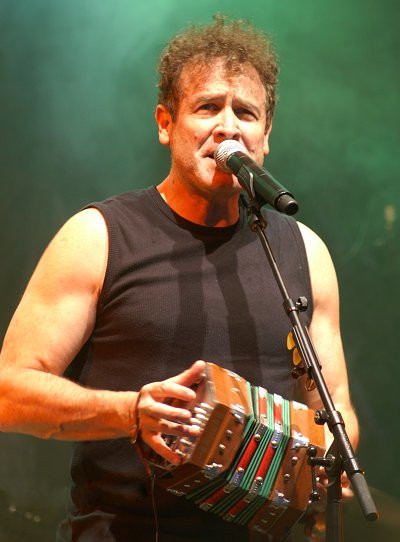
Johnny Clegg.

  - António Manuel Botelho Hespanha, historien et juriste portugais.
  - Arte Johnson, acteur et scénariste américain.
- 2 juillet : Lee Iacocca, homme d'affaires américain.
- 6 juillet :
  - João Gilberto, guitariste, chanteur et compositeur brésilien.
  - Cameron Boyce, acteur, danseur, chanteur et mannequin américain.
- 7 juillet : Artur Brauner, producteur allemand.
- 9 juillet :
  - Ross Perot, milliardaire américain.
  - Fernando de la Rúa, homme d'État argentin.
  - Rip Torn, acteur américain.
- 10 juillet : 
  - Valentina Cortese, actrice italienne.
  - Denise Nickerson, actrice américaine.
- 12 juillet :
  - Djédjé Apali, acteur français.
  - Fernando Corbató, informaticien américain.
- 14 juillet : Hossain Mohammad Ershad, homme politique bangladais.
- 16 juillet : 
  - Johnny Clegg, auteur-compositeur-interprète sud-africain.
  - John Paul Stevens, juge américain.
- 18 juillet :
- David Hedison, acteur arméno-américain
- Dillon The Hacker, vidéaste-web américain
- 19 juillet : Rutger Hauer, acteur néerlandais.
- 20 juillet : 
  - Peter McNamara, joueur de tennis australien.
  - Paddy Bassett, agronome néo-zélandaise.
- 22 juillet : 
  - Christopher Kraft, ingénieur américain.
  - Li Peng, homme politique chinois.
- 25 juillet : Béji Caïd Essebsi, homme d'État tunisien, président de la République.
- 26 juillet : Russi Taylor, actrice américaine.
- 31 juillet : Jean-Luc Thérier, pilote de rallye français.

### Août

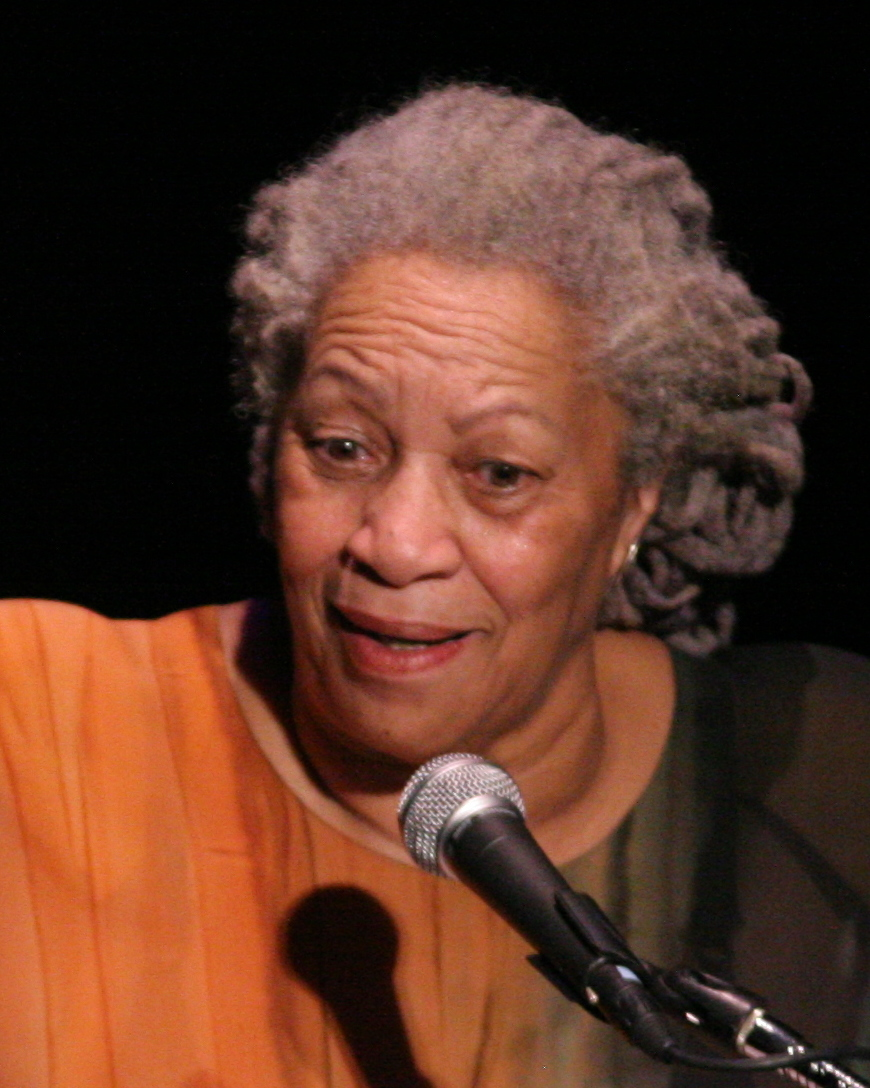
Toni Morrison.

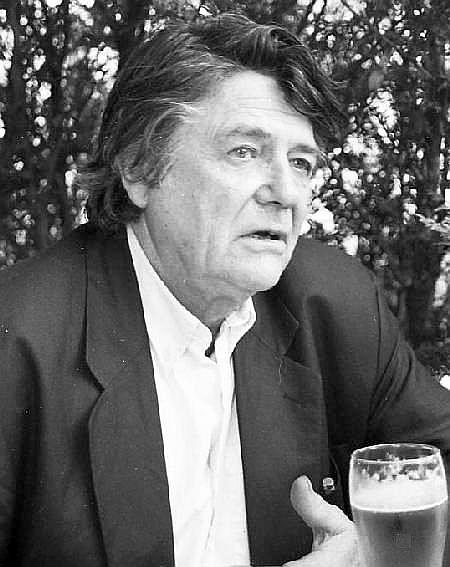
Jean-Pierre Mocky.

- 1er août : Harley Race, catcheur (professionnel), manager, promoteur et entraîneur américain de catch.
- 4 août : Nuon Chea, homme politique cambodgien.
- 5 août : Toni Morrison, femme de lettres américaine, prix Nobel de littérature en 1993.
- 8 août : Jean-Pierre Mocky, cinéaste français.
- 10 août : Jeffrey Epstein, homme d’affaires et pédocriminel américain.
- 12 août : DJ Arafat, chanteur et producteur ivoirien.
- 16 août : Peter Fonda, acteur, réalisateur, scénariste et producteur américain.
- 23 août : 
  - David H. Koch, homme d'affaires et homme politique américain.
  - Marie-Annick Dézert, handballeuse française.
  - Zelimkhan Khangoshvili officier géorgien d'origine tchétchène.
- 27 août : Dawda Jawara, homme d'État gambien, président de la République (1970-1994).
- 28 août : Michel Aumont, acteur français.
- 30 août : 
  - Valerie Harper, actrice américaine.
  - Bernard Golay, journaliste et présentateur français.
- 31 août : Anthoine Hubert, pilote de Formule 2 français.

### Septembre

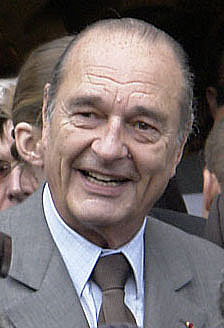
Jacques Chirac.

- 2 septembre : Gyoji Matsumoto, footballeur japonais.
- 3 septembre :
  - Peter Lindbergh, photographe de mode, portraitiste et réalisateur allemand.
  - Carol Lynley, actrice américaine.
- 4 septembre : Roger Etchegaray, cardinal français.
- 6 septembre :
  - Chng Seok Tin, artiste graveuse singapourienne.
  - Robert Mugabe, homme d'État zimbabwéen, président de la république du Zimbabwe de 1980 à 2017.
- 8 septembre : Camilo Sesto, chanteur compositeur et acteur espagnol.
- 9 septembre : Robert Frank, photographe et réalisateur suisse, naturalisé américain.
- 11 septembre :
  - Bacharuddin Jusuf Habibie, président de la république d'Indonésie du 21 mai 1998 au 20 octobre 1999.
  - Daniel Johnston, auteur-compositeur-interprète américain.
- 13 septembre : Eddie Money, chanteur américain de rock.
- 15 septembre : Ric Ocasek, chanteur, musicien et réalisateur américain.
- 17 septembre : Jessica Jaymes, actrice américaine de films pornographiques et un mannequin de charme.
- 18 septembre : Fernando Ricksen, footballeur néerlandais.
- 19 septembre : Zine el-Abidine Ben Ali, homme d'État tunisien, président de la République tunisienne de 1987 à 2011.
- 21 septembre :
  - Sid Haig, acteur américain.
  - Sigmund Jähn, cosmonaute est-allemand.
- 23 septembre : Robert Hunter, compositeur de chansons et poète américain.
- 25 septembre : Donald Nicholls, pair et avocat britannique.
- 26 septembre : Jacques Chirac, président de la République française de 1995 à 2007.
- 28 septembre : José José, chanteur mexicain.
- 30 septembre : Jessye Norman, cantatrice américaine.

### Octobre
- 1er octobre :

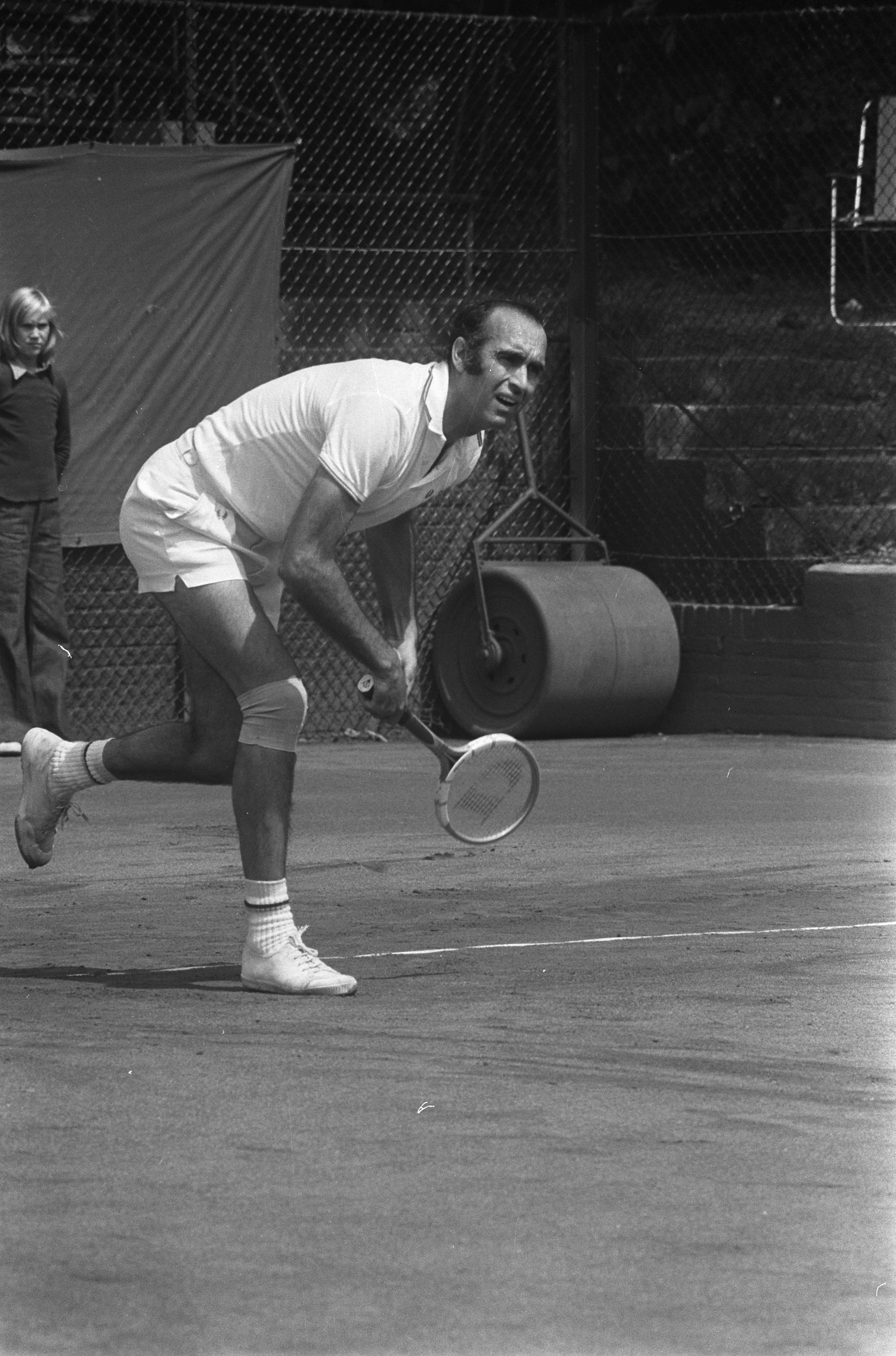
Andrés Gimeno.

  - Roger Bismuth, homme politique tunisien.
  - Karel Gott, chanteur tchèque.
- 3 octobre : 
  - Diogo Freitas do Amaral, homme politique portugais.
  - Márta Balogh, handballeuse hongroise.
- 4 octobre : Diahann Carroll, actrice et chanteuse américaine.
- 6 octobre :
  - Ginger Baker, batteur britannique.
  - Bernard Muna, homme politique camerounais.
- 9 octobre : Andrés Gimeno, joueur de tennis espagnol.
- 10 octobre : Chawki Mejri, réalisateur tunisien.
- 11 octobre :
  - Robert Forster, acteur américain.
  - Alexeï Leonov, cosmonaute soviétique.
- 14 octobre :
  - Sulli, membre du groupe sud-coréen f(x).
  - Mark Hurd, hommes d'affaires, philanthrope, PDG d'Oracle.
  - Rui Jordão, joueur de football portugais.
- 17 octobre : Jean-Michel Martial acteur, metteur en scène et comédien français.
- 19 octobre : Aleksandr Volkov, joueur de tennis russe.
- 22 octobre :
  - Raymond Leppard, chef d'orchestre et claveciniste britannique.
  - Rolando Panerai, baryton italien.
  - Sadako Ogata, politologue, diplomate et universitaire japonaise.
  - Marieke Vervoort, sportive handisport belge.
- 26 octobre : Robert Evans, producteur de cinéma américain.
- 27 octobre :
  - Abou Bakr al-Baghdadi, djihadiste irakien.
  - Vladimir Boukovski, écrivain, défenseur des droits de l'homme et ancien dissident soviétique.
- 29 octobre :
  - Gerald L. Baliles, homme politique américain.
  - John Witherspoon, acteur américain.
  - Mihai Constantinescu, chanteur roumain de musique pop.

### Novembre
- 2 novembre :

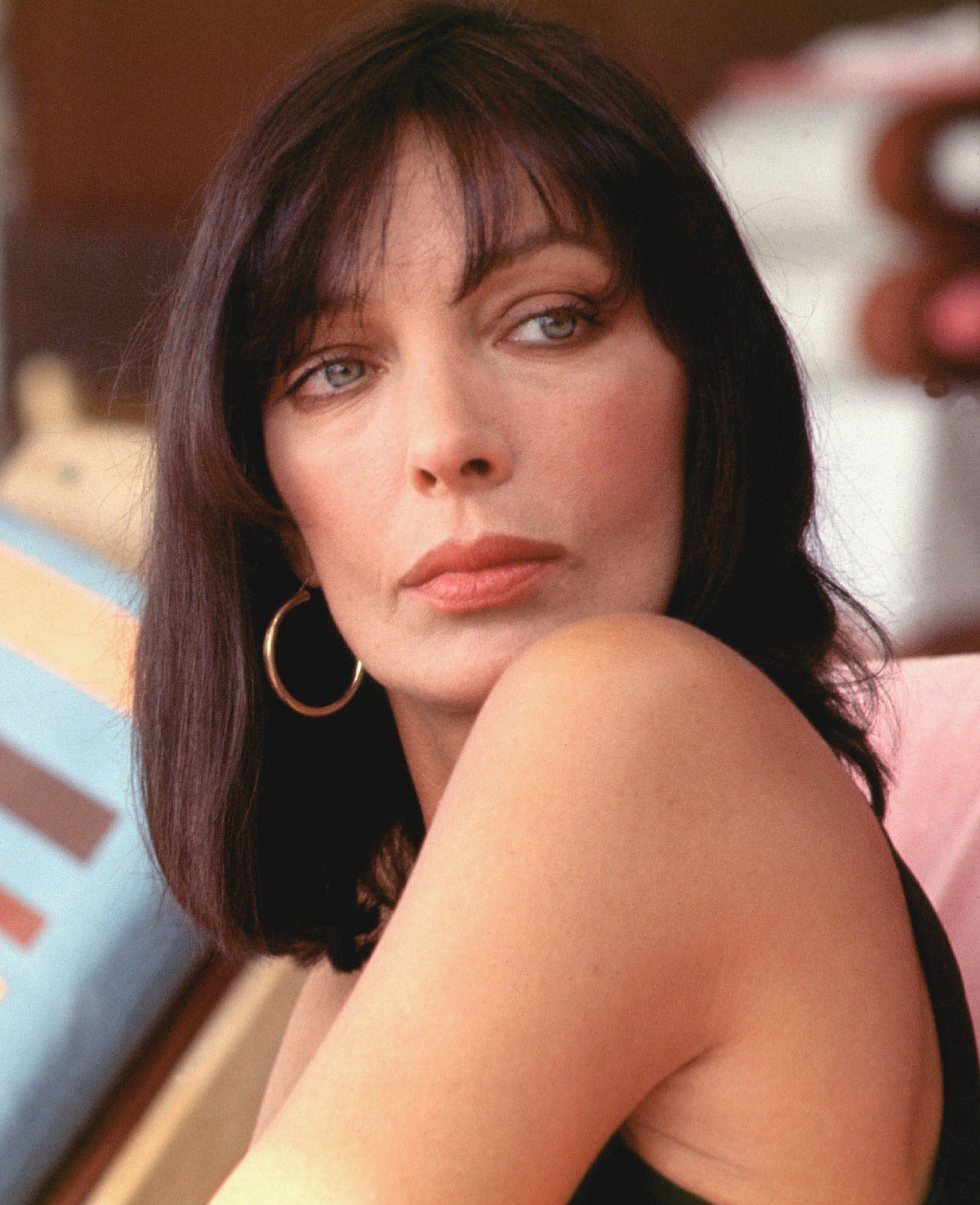
Marie Laforêt.

  - Yvette Lundy, résistante française.
  - Marie Laforêt, chanteuse et actrice française.
  - Louis Lareng, médecin et homme politique français.
- 3 novembre : Michel Eddé, homme politique et homme d'affaires libanais.
- 5 novembre : Ernest J. Gaines, écrivain américain.
- 6 novembre : Jan Stráský, homme politique tchèque.
- 7 novembre :
  - Lucette Destouches, danseuse française, épouse de Louis-Ferdinand Céline de 1943 à 1961.
  - Margarita Salas, biochimiste espagnole.
- 8 novembre : Amor Chadli, homme politique et médecin tunisien.
- 11 novembre : Ralph T. O'Neal, homme politique des Îles Vierges britanniques.
- 13 novembre : Raymond Poulidor, coureur cycliste français.
- 14 novembre :
- Tepa (rappeur), rappeur et militant politique français
- Maria Baxa, actrice serbe.
- 15 novembre : Harrison Dillard, athlète américain.
- 16 novembre :
  - Terry O'Neill, photographe britannique.
  - Éric Morena, chanteur de variétés français.
- 19 novembre :
  - D. M. Jayaratne, homme politique sri-lankais.
  - Colette Senghor, épouse de Léopold Sédar Senghor et première dame du Sénégal.
- 20 novembre : Mary Lowe Good, chimiste américaine.
  - John Fraser Mann, chanteur canadien.
- 21 novembre :
  - Yaşar Büyükanıt, chef d'état-major des forces armées turques du 28 août 2006 au 28 août 2008.
  - Andrée Lachapelle, actrice québécoise.
- 22 novembre : Jean Douchet, critique et historien du cinéma, écrivain et réalisateur français.
- 24 novembre : Goo Hara, chanteuse sud-coréenne.
- 26 novembre : 
  - Yeshi Donden, médecin tibétain.
  - Köbi Kuhn, joueur et entraîneur suisse de football.
- 27 novembre : Godfrey Gao, mannequin et acteur canadien et taïwanais,
- 29 novembre : 
  - Marie-Dominique Dessez, actrice française (° 6 avril 1960).
  - Yasuhiro Nakasone, homme d'État japonais, 45e Premier ministre du pays.

### Décembre
- 1er décembre :
  - Mariss Jansons, chef d'orchestre letton.
  - Shelley Morrison, actrice américaine.
- 2 décembre :
  - Johann Baptist Metz, théologien catholique allemand.
  - D. C. Fontana, scénariste américaine.
- 3 décembre : Firoz Ghanty, peintre mauricien.
- 4 décembre : Rosa Morena, chanteuse espagnole.
- 5 décembre :
  - Robert Walker Jr., acteur américain.
  - George Laurer, ingénieur américain.
- 7 décembre : Reinhard Bonnke, missionnaire chrétien allemand.
- 8 décembre :
  - René Auberjonois, acteur américain.
  - Charles Koffi Diby, économiste ivoirien.
  - Caroll Spinney, acteur américain.
  - Paul Volcker, économiste américain.
  - Juice WRLD, rappeur américain.
- 9 décembre :
  - Kim Woo-choong, homme d'affaires sud-coréen.
  - Marie Fredriksson, chanteuse suédoise.
- 10 décembre :
  - Jean Pagé, journaliste sportif canadien
  - Iouri Loujkov, personnalité politique russe.
- 11 décembre : David Bellamy, botaniste et écrivain britannique.
- 12 décembre :
  - Nicole de Buron, journaliste, scénariste et romancière française.
  - Danny Aiello, acteur américain.
- 13 décembre : Jean-Claude Carle, homme politique français.
- 14 décembre :
  - Chuy Bravo, acteur et humoriste américain.
  - Bernard Lavalette, comédien et chansonnier.
  - Panamarenko, assembleur, sculpteur et graphiste belge.
  - Anna Karina, actrice et chanteuse française, d'origine danoise.
- 15 décembre : Monique Leyrac, chanteuse et comédienne québécoise.
- 17 décembre : Shreeram Lagoo, acteur indien.
- 18 décembre :
  - Kenny Lynch, acteur britannique.
  - Ibrahim Diarra, joueur français de rugby à XV.
  - Alain Barrière, chanteur français de variétés.
  - Claudine Auger, actrice française.
  - Leandro Despouy, avocat argentin[1].
- 19 décembre : Jules Deelder, écrivain et poète néerlandais.
- 20 décembre : Fazle Hasan Abed, travailleur social et expert-comptable indien, pakistanais, bangladais puis britannique.
- 21 décembre :
  - François Autain, homme politique français.
  - Martin Peters, footballeur puis entraîneur anglais.
- 22 décembre :
  - Emanuel Ungaro, couturier français.
  - Tony Britton, acteur britannique.
  - Fritz Künzli, footballeur suisse.
- 23 décembre : Ahmed Gaïd Salah, général algérien, chef d'état-major de l'armée algérienne et vice-ministre de la Défense.
- 24 décembre : Walter Horak, footballeur autrichien.
- 25 décembre :
  - Makhmout Gareïev, général et historien soviétique.
  - Táňa Fischerová, femme politique tchèque.
  - Ari Behn, écrivain norvégien.
  - Peter Schreier, ténor et chef d'orchestre allemand.
- 26 décembre :
  - Claude Régy, metteur en scène français.
  - Duncan MacKay, footballeur puis entraîneur écossais.
  - Sleepy Labeef, musicien américain.
  - Jerry Herman, compositeur de chansons et de comédies musicales, pianiste.
- 27 décembre : Fabien Thiémé, homme politique français.
- 28 décembre : Erzsébet Szőnyi, compositrice, chef d'orchestre et pédagogue hongroise.
- 29 décembre :
  - Alasdair Gray, écrivain écossais.
  - Neil Innes, chanteur anglais.
  - Harry Villegas, militaire cubain.
- 30 décembre :
  - André Smets, homme politique belge.
  - Pierre Métais, homme politique français.
  - Syd Mead, designer industriel américain.
  - Slaheddine Maaoui, homme politique tunisien.
- 31 décembre :
  - Joseph Djimrangar Dadnadji, homme politique tchadien.